# En handfull paradis
En handfull paradis är en svensk-turkisk film från 1987 med regi och manus av Muammer Özer. Inspelningen ägde rum i Istanbul i Turkiet och filmen visades första gången i Sverige den 2 oktober 1987 i Stockholm.

### Fotnoter
1. ↑  ”En handfull paradis”. Svensk Filmdatabas. http://sfi.se/sv/svensk-filmdatabas/Item/?itemid=15892&type=MOVIE&iv=Basic&ref=/templates/SwedishFilmSearchResult.aspx?id%3d1225%26epslanguage%3dsv%26searchword%3den+handfull+paradis%26type%3dMovieTitle%26match%3dBegin%26page%3d1%26prom%3dFalse. Läst 19 maj 2013.